# バルナウル駅
バルナウル駅（バルナウルえき、ロシア語: Станция Барнаул）はロシア連邦アルタイ地方バルナウルにある、ロシア鉄道の鉄道駅。トルキスタン・シベリア鉄道と南シベリア鉄道の結節点である。

## 概要
1915年10月21日に開業した。 
1950年代の初めまでに、駅は乗客の増加に対応する事よりも1955年に彼らは新しい駅舎を建設することを決め、キエフ州の立設計研究所の建築家のペストリヤコフによって、始まったプロジェクトは3年後の1958年に完成した。
再びこのプロジェクトでは、2000年代前半に開始され、再建された。メインファサードの右側面に記念碑があり、記念碑には1928年12月17日にバルナウル駅でA.V.ルナチャースキーが話した内容が書かれている。